# Matylda brandenburska

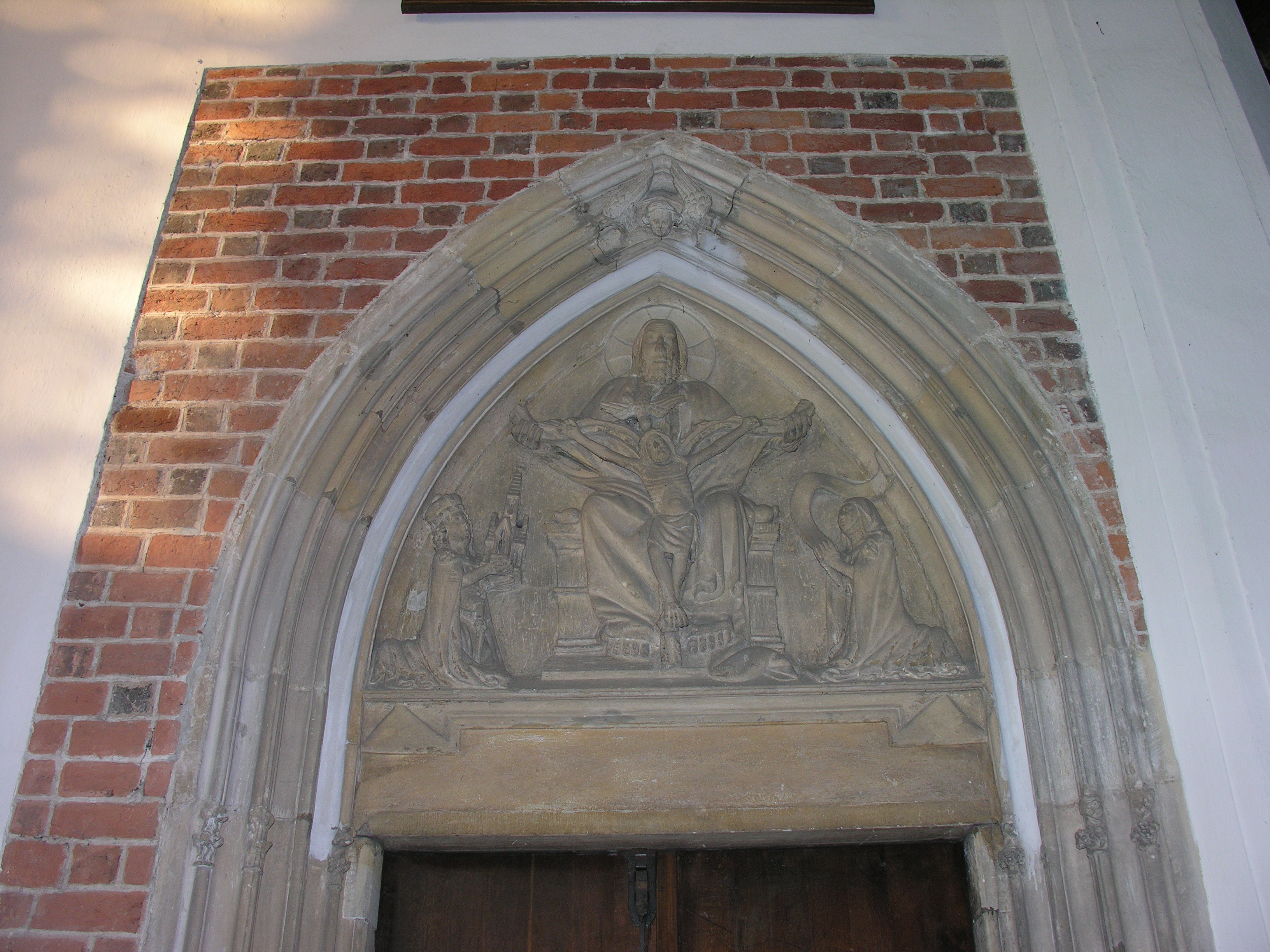
Henryk IV Prawy i Matylda. Tympanon fundacyjny kościoła św. Krzyża we Wrocławiu

Matylda brandenburska (ur. po 1270, zm. między 23 czerwca 1290 a 1 kwietnia 1298) – żona księcia wrocławskiego Henryka Prawego, córka margrabiego brandenburskiego Ottona V Długiego.

## Życiorys
W 1287 lub 1288 Matylda została drugą żoną księcia wrocławskiego Henryka Prawego. Jako że para była ze sobą spokrewniona, do ślubu potrzebna była dyspensa papieska. Niedługo po ślubie, 23 czerwca 1290, Henryk zmarł, a Matylda powróciła do Brandenburgii. Nie wyszła ponownie za mąż. Została pochowana w klasztorze cysterskim w Kloster Lehnin koło Berlina.